# Șerban Orescu
Șerban Orescu (n. 16 mai 1925, Brăila – 11 decembrie 2014, München) a fost un jurnalist român, care a lucrat la secția românească a postului Radio Europa Liberă. A lucrat la programul Actualitatea Românească. 

## Biografie
Șerban Orescu era descendent al arhitectului Alexandru Orăscu (1817-1894), constructorul Universității din București. A urmat studii de drept și filosofie în București (1944-1948) și de electronică, în cadrul facultății de profil de la Institutul Politehnic din Capitală (1951-1957). În 1972 și-a luat doctoratul în economie industrială.
Până la instaurarea regimului comunist în România a fost membru al tineretului PNL. 
În anul 1978 a emigrat în Republica Federală Germania. După ce a ajuns în Germania i-a telefonat lui Noel Bernard, care l-a angajat. A lucrat ca redactor al secției române a postului de radio Europa Liberă din München.
În 1979 a fost victima unui atentat pus la cale de statul român comunist, primind un colet-capcană trimis de teroristul Carlos Șacalul. În urma exploziei i-a fost diminuat permanent auzul. 
Șerban Orescu a murit la 11 decembrie 2014, la München.

## Publicații
- Orescu, [Ș]erban (1979), Zentrale und dezentrale Elemente im Leitungssystem der rumänischen Industrie, Köln: Bundesinstitut für Ostwissenschaftliche und Internationale Studien
- Vălenaș, Liviu (2000), Eșecul unei reforme: 1996 - 2000; convorbiri cu Șerban Orescu, Iași: Editura Ars Longa
- Șerban, Orescu (2006), Ceaușismul: România între anii 1965 și 1989, București: Editura Albatros
- Șerban, Orescu (2011), Post-ceaușismul: o tranziție fără sfârșit, București: Ed. Vremea